# Фальконе, Джованни
Джова́нни Сальвато́ре Аугу́сто Фалько́не (итал. Giovanni Salvatore Augusto Falcone; 18 мая 1939 года, Палермо — 23 мая 1992, Капачи, близ Палермо) — итальянский магистрат, известный борец с Коза Нострой. Погиб вместе с женой и тремя телохранителями в результате взрыва, устроенного сицилийской мафией.
Его друг и соратник в деле борьбы с преступностью, Паоло Борселлино, погиб от рук мафии менее чем через два месяца после убийства Фальконе.

## Биография
Родился в зажиточной семье Артуро Фальконе (1904—1976), директора химической лаборатории, и Луизы Бентивенья (1907—1982). После окончания школы Фальконе недолго обучался в военно-морской академии в Ливорно, затем изучал юриспруденцию. В 1964 году он стал работать в судебной структуре. В результате работы магистратом в Лентини, Трапани и других городах, перешёл от гражданского права к уголовному.
В 1970-х Фальконе работал над несколькими уголовными делами, касающимися организованной преступности, а в начале 1980-х стал одним из главных борцов с мафией на Сицилии. Он вошёл в судейскую группу по борьбе с мафией (Pool antimafia) наряду с Паоло Борселлино, Джузеппе Ди Лелло, Леонардо Гуарнотта. Группа была создана Рокко Кинничи, погибшим в 1983 г. от заложенной в автомашину бомбы, для координации работы, обмена информацией и документацией между судьями, работавшими прежде над смежными делами порознь. В своей работе он достиг значительных успехов, в частности сумел убедить нескольких высокопоставленных мафиози нарушить омерту, «кодекс чести» коза ностры, и сотрудничать с властями. Одним из первых таких пентито (информаторов) был Томмазо Бушетта, с 1960-х скрывавшийся в США и Бразилии после поражения в войне мафиозных кланов. Его показания стали основой обвинения на громком судебном процессе над мафией, в результате которого были признаны виновными 360 человек из 474 обвиняемых.
В 1988 году Фальконе активно сотрудничал с Рудольфом Джулиани, в то время занимавшим должность федерального прокурора Южного округа Нью-Йорка, в делах против мафии, в частности против семьи Гамбино.
В 1992 году Фальконе вместе со своей женой, также бывшей на должности магистрата, Франческой Морвилло и тремя полицейскими: возглавлявшим эскорт Антонио Монтинаро, Рокко Дичилло и Вито Скифани, был убит возле коммуны Капачи на дороге между международным аэропортом Палермо и городом Палермо. Бронированный автомобиль Fiat Croma, в котором ехал магистрат, и две машины сопровождения были взорваны мощной бомбой, заложенной под дорогой. Джовании Фальконе умер в больнице на руках Паоло Борселлино, не приходя в сознание, его жена — тремя часами позже на операционном столе.
Похоронен в склепе на кладбище Сант’Орсола в Палермо.
Организатором убийства являлся крупный мафиозный босс Сальваторе Риина по прозвищу «Коротышка», а непосредственным исполнителем был его крестник и подручный Джованни Бруска по прозвищу «Свинья». Через два месяца после смерти Фальконе Риина организовал ещё одно громкое покушение, в результате которого был убит другой влиятельный магистрат Паоло Борселлино. После гибели двух наиболее известных в Италии борцов с преступностью, вызвавшей широкий общественный резонанс во всём мире, война с мафией вспыхнула с новой силой, и многие главари коза ностры, включая Сальваторе Риину, были арестованы, вследствие чего активность мафии в следующие годы значительно уменьшилась.
1 июня 2021 года стало известно, что на свободу вышел отсидевший 25 лет убийца Джованни Фальконе — Джованни Бруска.

## Награды, память и признание
- Золотая медаль «За гражданскую доблесть» — посмертно, 5 августа 1992.
- 13 ноября 2006 был назван журналом «Time» одним из героев последних 60 лет.
- Его именем назван астероид (60183) Фальконе[итал.].
- Именами Фальконе и Борселлино названы также: многие улицы, площади и школы как на Сицилии, так и по всей Италии, один из округов Рима носит название Villaggio Falcone.
- Имя Фальконе и Борселлино носит аэропорт Палермо Пунта-Раизи.
- На месте трагедии на автостраде Палермо-Капачи воздвигнута памятная стела с именами погибших.
- 18 мая 2012 на плацу школы полицейских в Риме был возведён стеклянный саркофаг, названный Teca Falcone, в котором находится исковерканный от взрыва Fiat Croma в напоминание о трагедии.
- Выпущена памятная почтовая марка с изображением Джованни Фальконе и Паоло Борселлино.

## Его труды
- Giovanni Falcone, Marcelle Padovani / Cose di Cosa Nostra, collana Saggi, BUR, 2004, ISBN 978-88-17-00233-2.
- Giovanni Falcone / La posta in gioco. Interventi e proposte per la lotta alla mafia, Milano, BUR Rizzoli, 2010. ISBN 978-88-17-04391-5
- Giovanni Falcone / Io accuso. Cosa nostra, politica e affari nella requisitoria del maxiprocesso, Roma, Libera informazione, 1993.
- Giovanni Falcone / Rapporto sulla mafia degli anni '80. Gli atti dell’Ufficio istruzione del tribunale di Palermo, Palermo, S. F. Flaccovio, 1986.

## В искусстве и массовой культуре

### Кино, телевидение, литература
- Фильм «Джованни Фальконе» (Giovanni Falcone) Джузеппе Феррары, Италия, 1993;
- Фильм «Судьи — превосходные жертвы» (I giudici — Vittime Eccellenti) Рикки Тоньяцци, 1999, США, Италия;
- Мини-сериал «Паоло Борселлино» (Paolo Borsellino, реж. Джанлука Мария Таварелли), Италия, 2004
- Мини-сериал «Джованни Фальконе, человек, который бросил вызов Коза Ностре» (Giovanni Falcone, l’uomo che sfidò Cosa Nostra) Андреа и Антонио Фрацци, Италия, 2006;
- Документальный фильм «В другом краю» (In un altro paese) Марко Турко, Италия, 2005;
- Мини-сериал «Босс боссов» (Il Capo dei Capi, реж. Алексис Суит и Энцо Монтелеоне), Италия, 2007;
- Телевизионный фильм «Я вас прощаю, но встаньте на колени» (Vi perdono ma inginocchiatevi) Claudio Bonivento, Италия, 2012;
- «Мёртвые убиенные: Фальконе, Борселлино и другие герои» (Morti ammazzati: Falcone, Borsellino e altri eroi), сценарий и театральная постановка Эмануэле Монтанья, 2012;
- Книга «Поэтому меня звать Джованни» (Per questo mi chiamo Giovanni) Луиджи Гарландо, 2012, ISBN 978-88-17-02447-1, ISBN 9788817055772;
- Фильм «Мафия убивает только летом» (La mafia uccide solo d’estate) Пьерфранческо Дилиберто, Италия, 2013.
- Фильм «Предатель» (Il traditore) Марко Беллоккьо, Италия, Франция, Германия, Бразилия. 2019.
- «Мушкетеры» (U Muschittieri), Италия, 2020, в составе альманаха «Italian Best Shorts 4: Истории нашей жизни».

### Музыка
- Записанная на компакт-диск симфоническая хроника Il coraggio della solitudine («Смелость одиночества»), музыка Стефано Фонци, текст Джоммария Монти;
- Посвящённая Фальконе песня «Castles Burning» в альбоме Handful of Rain американской рок-группы Savatage, 1994
- Песня «La collina» (Холм) в альбоме «Brutto & Stonato» Lucci Brokenspeakers (хип-хоп)